# Formaggi svizzeri

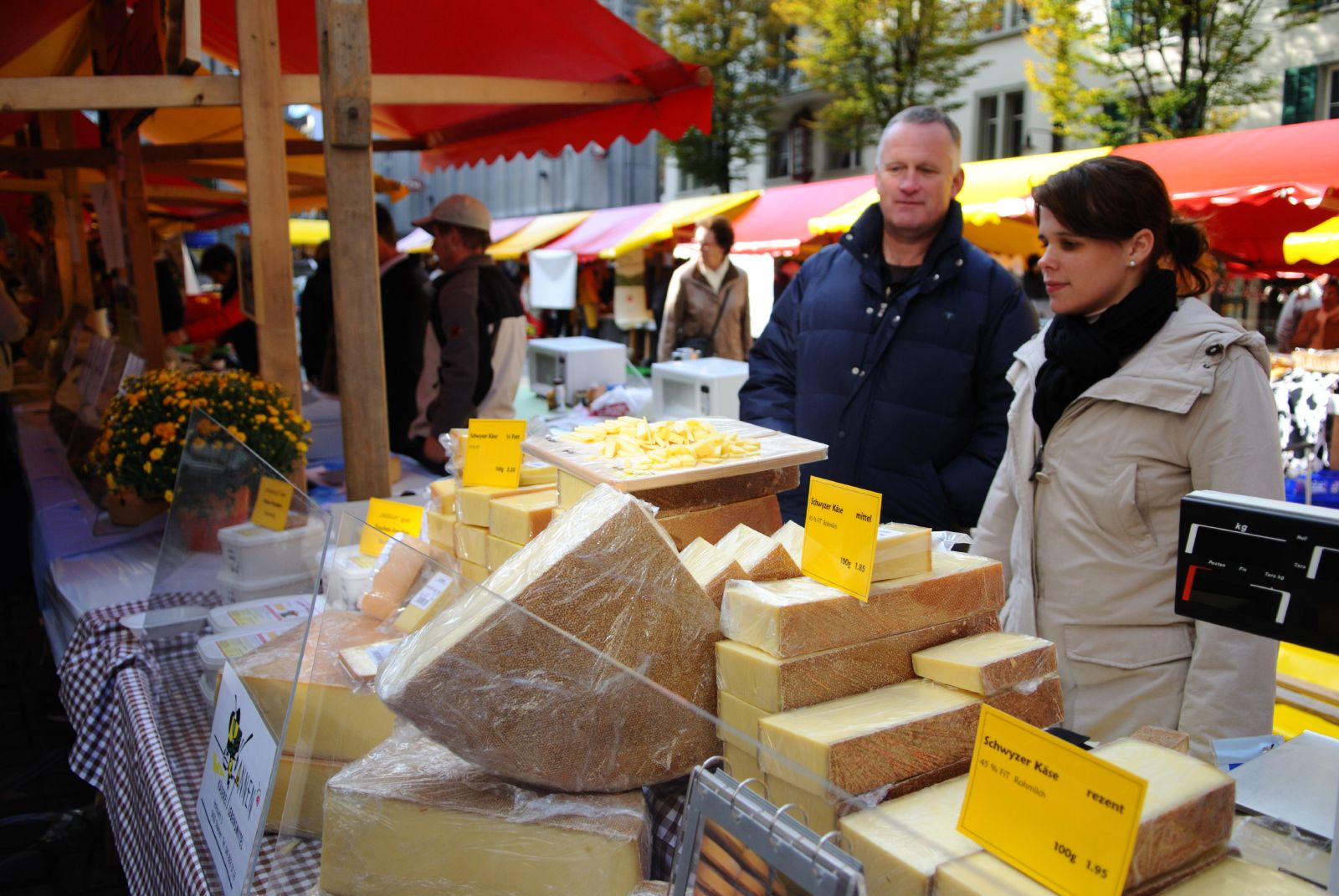
Bancarella a Lucerna

Questa voce elenca i formaggi dalla Svizzera. Secondo alcune stime, la Svizzera detiene 450 tipi di formaggi diversi. Nel 2014 sarebbero state prodotte 185.331 tonnellate di formaggio nella nazione elvetica.

## Lista
| Nome                          | Aree di produzione | Tipo di latte              | Riconoscimenti | Tipologia di formaggio            | Immagine |
| ----------------------------- | --- | -------------------------- | -------------- | --------------------------------- | -------- |
| Alpe ticinese                 | Canton Ticino | caprino, vaccino           | /              | /                                 |          |
| Ambrì                         | Canton Ticino | vaccino                    | /              | /                                 |          |
| Appenzeller                   | Canton Appenzello Interno ed Esterno                                                                                       | /                          | /              | semiduro a latte crudo            |          |
| Berner Alpkäse e Hobelkäse    | Oberland Bernese, Canton Berna                                                                                             | vaccino                    | AOP            | a latte crudo                     |          |
| Blenio                        | Canton Ticino | vaccino                    | /              | /                                 |          |
| Bratkäse                      | / | /                          | /              | semiduro                          |          |
| Canaria                       | Canton Ticino | vaccino                    | /              | /                                 |          |
| Capreggio                     | / | caprino                    | /              | a latte crudo                     |          |
| Chevré                        | / | /                          | /              | /                                 |          |
| Couronne                      | / | /                          | /              | /                                 |          |
| Emmentaler                    | Canton Berna | vaccino                    | AOP            | a pasta dura e a latte crudo      |          |
| L'Etivaz                      | Château-d'Œx, Rougemont, Rossinière, Ollon, Villeneuve, Ormont-Dessus, Ormont-Dessous, Corbeyrier, Corbeyrier, Leysin, Bex | vaccino                    | AOP            | a pasta dura e a latte crudo      |          |
| Formaggella ticinese          | Canton Ticino | vaccino                    | /              | /                                 |          |
| Formaggio d'Alpe Ticinese     | Canton Ticino | caprino                    | AOP            | semiduro                          |          |
| Glarner Alpkäse               | Canton Glarona | vaccino                    | AOP            | semiduro a latte crudo            |          |
| Glarner Schabziger            | Canton Glarona | vaccino                    | /              | /                                 |          |
| Girenbader Chöpfli            | / | /                          | /              | semiduro a latte crudo            |          |
| Gorello                       | Canton Ticino | vaccino                    | /              | /                                 |          |
| Gottardo                      | Canton Ticino | vaccino                    | /              | /                                 |          |
| Grottino                      | / | /                          | /              | /                                 |          |
| Gruviera                      | Canton Berna, Canton Friburgo, Canton Vaud, Canton Neuchâtel, Canton Giura, alcune aree della Svizzera tedesca             | vaccino                    | AOP            | a pasta dura e a latte crudo      |          |
| Jura                          | Canton Giura | AOP                        | /              | /                                 |          |
| Leventina                     | Canton Ticino | vaccino                    | /              | /                                 |          |
| Lucendro                      | Canton Ticino | vaccino                    | /              | /                                 |          |
| Luzerner Rahmkäse             | Canton Lucerna | vaccino                    | /              | /                                 |          |
| Mühlibach                     | / | /                          | /              | /                                 |          |
| Räßkäse                       | / | /                          | /              | /                                 |          |
| San Gottardo                  | Canton Ticino | vaccino                    | /              | /                                 |          |
| Sbrinz                        | Canton Lucerna, Canton Svitto, Canton Obvaldo, Canton Nidvaldo, Canton Zugo, Canton Berna                                  | /                          | AOP            | a pasta dura e a latte crudo      |          |
| Schabziger/Sap Sago           | / | /                          | /              | /                                 |          |
| Sérac                         | / | /                          | /              | /                                 |          |
| Tête de Moine                 | Franches-Montagnes, Porrentruy, Moutier, Courtelary, Saulcy, Courgenay                                                     | vaccino                    | AOP            | semiduro a latte crudo            |          |
| Tilsiter                      | / | /                          | /              | /                                 |          |
| Tomme Vaudoise                | / | /                          | /              | /                                 |          |
| Raclette                      | Canton Vallese | caprino, pecorino, vaccino | /              | semiduro                          |          |
| Sauerkäse                     | Canton San Gallo, Liechtenstein                                                                                            | vaccino                    | AOP            | latte acido                       |          |
| Sonogno                       | Canton Ticino | vaccino, caprino           | /              | /                                 |          |
| Tremola                       | Canton Ticino | vaccino                    | /              | /                                 |          |
| Vacherin fribourgeois         | Canton Friburgo, comunità bernesi di Clavaleyres e Münchenwiler                                                            | vaccino                    | AOP            | semiduro                          |          |
| Vacherin Mont-d'Or            | Vallée de Joux, dintorni del Massiccio del Giura vodese                                                                    | vaccino                    | AOP            | morbido                           |          |
| Valdor                        | / | /                          | /              | /                                 |          |
| Raclette vallesana            | Canton Vallese | vaccino                    | /AOP           | semiduro a latte crudo            |          |
| Walliser Raclette Hobelkäse   | Canton Vallese | vaccino                    | /AOP           | extra duro a latte crudo e intero |          |
| Walliser Raclette Schnittkäse | Canton Vallese | vaccino                    | AOP            | semiduro a latte crudo intero     |          |
| Ziger                         | Canton Glarona | vaccino                    | /              | /                                 |          |
| Zincarlin                     | Canton Ticino, Lombardia                                                                                                   | caprino, vaccino           | PAT            | /                                 |          |